# Вільнев-ан-Ре
Вільнев-ан-Ре (фр. Villeneuve-en-Retz) — муніципалітет у Франції, у регіоні Пеї-де-ла-Луар, департамент Атлантична Луара. Вільнев-ан-Ре утворено 1 січня 2016 року шляхом злиття муніципалітетів Бурнеф-ан-Ре i Френе-ан-Ре. Адміністративним центром муніципалітету є Бурнеф-ан-Ре. Населення — 5003 особи (01.01.2021).